# Matthias Palbitzki
Matthias Palbitzki (23 de diciembre de 1623, 20 de octubre de 1677 en Julita, Södermanland) fue un diplomático sueco y Connoisseur (Conocedor) de artes. Fue muy conocido por sus habilidades diplomáticas y en 1675 fue ascendido a Barón Sueco.

## Vida
Se cree que Palbitzki nació en Słupsk, donde su padre Georg Matthias Palbitzki fue el alcalde de un Distrito de Pomerania . Desde 1630 fue enseñado por tutores privados y asistió en 1637 a la Academia de Gimnasia Danzig. por la continuidad de la Guerra de los Treinta Años en Pomerania, que también impactó los estados donde residía la familia, en 1640 su madre lo envió a la Academia de Sorø. En 1642 junto a su hermano fue en un recorrido a la República Holandesa y a Francia para ingresar en servicio militar. Ya estando en Hamburgo conoció al Comandante Gustaf Horn, que lo convenció de servir a Suecia y lo llevó a Estocolmo. Matthias Palbitzki se convirtió en el Valet de chambre o Hofjunker de Cristina, Reina de Suecia. En 1643 fue un ensign de la guardia y el mismo año fue promovido a Capitán de Corbeta. En 1645 el continuó su gran recorrido a través del oeste y el sur de Europa, por Egipto, Grecia y Constantinopla. En su viaje de regreso permaneció casi un año en Roma y luego viajó a través de Suiza y Francia hasta llegar a Suecia. Al llegar en octubre de 1648 fue convertido en chamberlain.
Comenzando 1649 La Reina Cristina lo envió en una misión diplomática en la República de Venecia. Donde estuvo para negociar la mediación del conflicto entre Polonia y el Gran-Ducato de Toscana. En 1650 él estuvo en Núremberg, donde le llevó a  Carlos X Gustavo de Suecia las noticias de su misión. En 1651, el condujo una serie de trabajos diplomáticos en Madrid. En España llegó a resumir las relaciones de mercadeo. Luego hizo un extenso recorrido por todo el país y visitó la ciudad de Sagunto. En su regreso a caso trato de mediar las guerras de Fronda, Franco-Españolas sin éxito alguno. En 1654 fue enviado a la corte Archiduke Leopoldo Wilhelm de Austria en Bruselas. Cortejo a la Reina Cristina que había llegado a Amberes
En sus trabajos bajo Carlos X Gustavo de Suecia no se sabe mucho. Por su propia cuenta siguió al Rey Sueco en las Guerras polaco-suecas (Habiendo nacido en Polonia) y lo acompañó a Hamburgo en 1657 y en 1658 a Gotemburgo.
Durante el reinado de Charles XI resumió sus trabajos en el ámbito diplomático. Desde verano de 1664 hasta otoño 1665, trabajó de embajador sueco en la embajada de Varsovia. El siguiente año fue nombrado presidente del Gobierno en la Pomerania Sueca, y al mismo tiempo presidente de Corte en Greifswald y al pasar una semana en oficio fue enviado de nuevo a Polonia. En 1666 fue enviado a la Corte Imperial Alemana para informar la posición sueca en el conflicto con Bremen.
Palbitzki tuvo una extensiva educación, incluyendo el conocimiento en literaturas en latín y griego. Llegó a ser un connoisseur y promotor de arte Europea particularmente la clásica y arte italiana además de dar a conocer artistas extranjeros como el escultor Nicolas Cordier.

## Familia
Matthias Palbitzki se casó el 26 de enero de 1654 con Julita Anna Regina Khevenhüller (* 1618; † 24 de junio de 1666), sus hijos fueron:
- Alexander (* 1660; † 1724),
- Christina Beatrix (* 1661; † 1696), casada con el Teniente General Nils Alexander Sternberg (* 1654; † 1721)
- Charlotta Regina (* 1663; † 1738), casada con el Teniente General Eric Sjöblad (* 1647; † 1725)

## Literatura
- Helmut Backhaus: Mathias Palbitzki. In: Göran Nilzen (ed.): Svenskt biografiskt lexikon. Volume 28: Odeberg - Pederby. Bonnier, Stockholm (1992-) 1994, p 558 f.
- August Ludwig Schlözer (ed.) . Swedish Biography containing a collection of biographies of famous war and statesmen Part 2. David Iversen, Leipzig 1768 S. 571-590.
- Gabriel Anrep (ed.): Svenska adelns Ättar-Taflor. Volume 3: . of Nackreij - Skytte PA Norstedt & Söner, Stockholm, 1862, p 133 f. , (En Sueco).
- Lexicon entry in Svenskt biografiskt handlexikon of 1906 (Sueco) Palbitzki, Mattias. In: Nordisk familjebok. Volume 20, Second Edition. Stockholm 1904-1926, p 1269 f. (Sueco)

- Datos: Q1910214
- Multimedia: Matthias Palbitzki / Q1910214